# St. Margaret (South Elmham)
St. Margaret, South Elmham of St Margaret South Elmham is een plaats en civil parish in het bestuurlijke gebied East Suffolk, in het Engelse graafschap Suffolk. In 2001 telde het civil parish 95 inwoners.